# Bystrzyk ozdobny
Bystrzyk ozdobny (Hyphessobrycon bentosi) – gatunek słodkowodnej ryby kąsaczokształtnej z rodziny kąsaczowatych (Characidae). Bywa hodowana w akwarium.

## Nazewnictwo
W starszej literaturze wykazywany był pod nazwą Hyphessobrycon bentosi bentosi oraz Hyphessobrycon ornatus, uznawaną wówczas za nazwę synonimiczną (obecnie Hyphessobrycon ornatus jest uważane za synonim Hyphessobrycon rosaceus).

## Historia
Marion Lee Durbin odkrył ten gatunek w 1908 roku. Pod koniec 1932 roku została przywieziona do Nowego Jorku przez poławiacza ryb. W roku 1933 gatunek został sprowadzony z Nowego Jorku do Europy pod nazwą Hyphessobrycon ornatus, gdzie w Niemczech niemiecki ichtiolog Ernst Ahl ustalił, że jest nowym gatunkiem, mimo że jest bliskim krewniakiem gatunku Hyphessobrycon rosaoeus. Opisał go więc w 1934 roku jako Hyphessobrycon bentosi. W Polsce nieliczni akwaryści hodowali je tuż przed wojną w 1939 roku.

## Występowanie
Bystrzyk ozdobny występuje w dorzeczu Amazonki (Kolumbia, Brazylia i Peru). Za miejsce występowania w starszej literaturze wskazywane jest również dorzecze rzeki Surinam. Ma to zapewne miejsce łączenia tego gatunku z innym pokrewnym mu gatunkiem Hyphessobrycon rosaoeus. Żyje w gromadzie zasiedlając przydenną i środkową strefę niezbyt szybko płynących potoków oraz małe rzeki łączące obszary zalewowe. Unika wartkich prądów, woda w tych rzeczkach jest czysta, przejrzysta i zabarwiona na kolor lekko brunatnawy.

## Morfologia
W naturze osiąga do 5 cm długości, w warunkach hodowlanych nieco mniej. Ciało silnie bocznie spłaszczone, owalne, z biegiem wieku coraz bardziej wygrzbiecone. Samiec jest znacznie większy, choć samica jest "pełniejsza" w partiach brzusznych. Ryba srebrzysto-oliwkowego koloru z lekkim zielonkawym połyskiem, w górnej części ciemniejsza. W dolnej części jaśniejsze z czerwonawym odcieniem. Ciemnej plamy barkowej brak, natomiast na jej miejscu znajduje się błyszcząca, dość duża, jasna plama. Parzyste płetwy brzuszne o ceglanym zabarwieniu z białym końcowym nalotem. U samców nieparzyste płetwy są bardziej wydłużone. Płetwa ogonowa u samic jest zaokrąglona, przezroczysta z żółtawym zabarwieniem oraz czerwoną strefą przyległą do środka krawędzi każdej z jej płatów. U samców płetwa ogonowa jest ostro zakończona, z czarnym wypełnieniem, kontrastującym z czerwonymi plamami, które są takie same jak u samic. Płetwa ogonowa czerwona, z czarnym brzegiem oraz biało zakończonym wydłużeniem w przedniej części, które u samców jest zdecydowanie dłuższe. Płetwa grzbietowa samca szeroka, sierpowato zakończona. Występuje na niej duża, aksamitno-czarna plama nieokreślonego kształtu, do której przylega w górnej części szeroka, biała, zewnętrzna obwódka. Nasada płetwy jest czerwona. U samic płetwa grzbietowa jest mała oraz zaokrąglona.

## Usposobienie
Żwawe ryby o towarzyskim usposobieniu do innych gatunków. Mogą być hodowane wraz z innymi spokojnymi gatunkami. Żyją w małych grupach o tej samej płci z wyjątkiem okresu rozrodczego.

## Warunki hodowlane
| Zalecane warunki w akwarium | Zalecane warunki w akwarium |
| --------------------------- | --------------------------- |
| Zbiornik                    | minimalnie 80 cm długości   |
| Temperatura wody            | 22–28 °C                    |
| Twardość ogólna wody        | 2-10 °dH                    |
| Kwasowość i zasadowość wody | 5,5–7,0 pH                  |

Lubi przebywać w grupach w pobliżu roślin zanurzonych w wodzie. Na miejsce przebywania wybiera miejsca zacienione o gęstej obsadzie roślin. Dobrze prezentuje się na tle ciemnego podłoża. Oświetlenie w akwarium  powinno być mało intensywne. Im woda miększa tym walory kolorystyki ryby będą okazalsze. Woda musi być dobrze natleniona oraz filtrowana. Pamiętać też należy by prąd wody nie był za duży gdyż w naturze ryby te żyją w stojących oraz wolno płynących wodach. Nie można zapomnieć o regularnej podmianie wody w akwarium.
Może być polecana do hodowli amatorskiej, do rozrodu wskazane jest doświadczenie w hodowli.
Ryba ta jest wszystkożerna. Należy karmić ją larwami owadów, naturalnym pokarmem mrożonym, oraz różnymi specjalistycznymi karmami w postaci tabletek, granulatu lub płatków.

## Tarło
Gatunek sam dobiera się w pary. W hodowli akwarystycznej można zastosować proporcję 2:1 (samiec-samica). Samiec silnie naprężając płetwy wskazuje na gotowość do tarła. Tak naprężone płetwy ma również podczas rywalizacji samców między sobą. Woda o temperaturze 2-3 stopnie wyższej od tej, w której przebywały (ok. 27–29 °C). Do tarła należy przygotować wodę o twardości ok. 5°dH, i  odczynie ok. 6,5 pH. Przygotowuje się ją mieszając wodę deszczową z domieszką wody zwykłej (tzw. kranówki). Natężenie światła powinno być małe.
Wyciera się wśród roślin gdzie wyszukuje drobnolistne rośliny. Po wstępnej, gwałtownej „gonitwie”, najczęściej w godzinach porannych, na ich delikatnych łodygach zostanie złożona ikra. Tam, wśród roślin samiec nakierowuje samicę do roślin gdzie przyciska się bokiem do niej i po krótkim trzepotaniu samica składa po kilka ziaren ikry. Zostają one natychmiast zapładniane mleczkiem samca i opadając przyklejają się do łodyg. Po krótkim czasie część ikry odkleja się i opadają na dno zbiornika.
Ukrywanie się samicy w gąszczu roślin wskazuje na zakończenie cyklu. Dorosłe osobniki zjadają ikrę, w tym celu należy po zakończonym tarle odłowić je a akwarium tarliskowe lekko zaciemnić. Z jednego tarła można uzyskać 60–100 sztuk narybku.
Okres inkubacji jej trwa ok. 24 godzin. Ilość zawartości pęcherzyka żółtkowego wystarcza na okres 4-5 dni. Po tym czasie należy rozpocząć dokarmianie narybku. Pierwszym pokarmem po zużyciu zawartości pęcherzyka żółtkowego powinien być najdrobniejszy „pył” w postaci pierwotniaków, np. pantofelki oraz larwy solowca (dzień po zużyciu zawartości). Po kilku następnych dniach można przystąpić do karmienia nieco większym pokarmem (plankton, wymoczki, wrotki).

## Choroby
Bystrzyk ozdobny jest narażony na oodinozę (choroba aksamitna) inwazyjną chorobę pasożytniczą pierwotniakami z grupy bruzdnic. Podatny jest również na mikrosporidiozę, inaczej zwaną chorobą bystrzyków neonowych, którą wywołuje pierwotniak zarodnikowy.